# Jessore (district)
Pour les articles homonymes, voir Jessore.
Jessore est un district du Bangladesh. Il est situé dans la division de Khulna. La ville principale est Jessore.

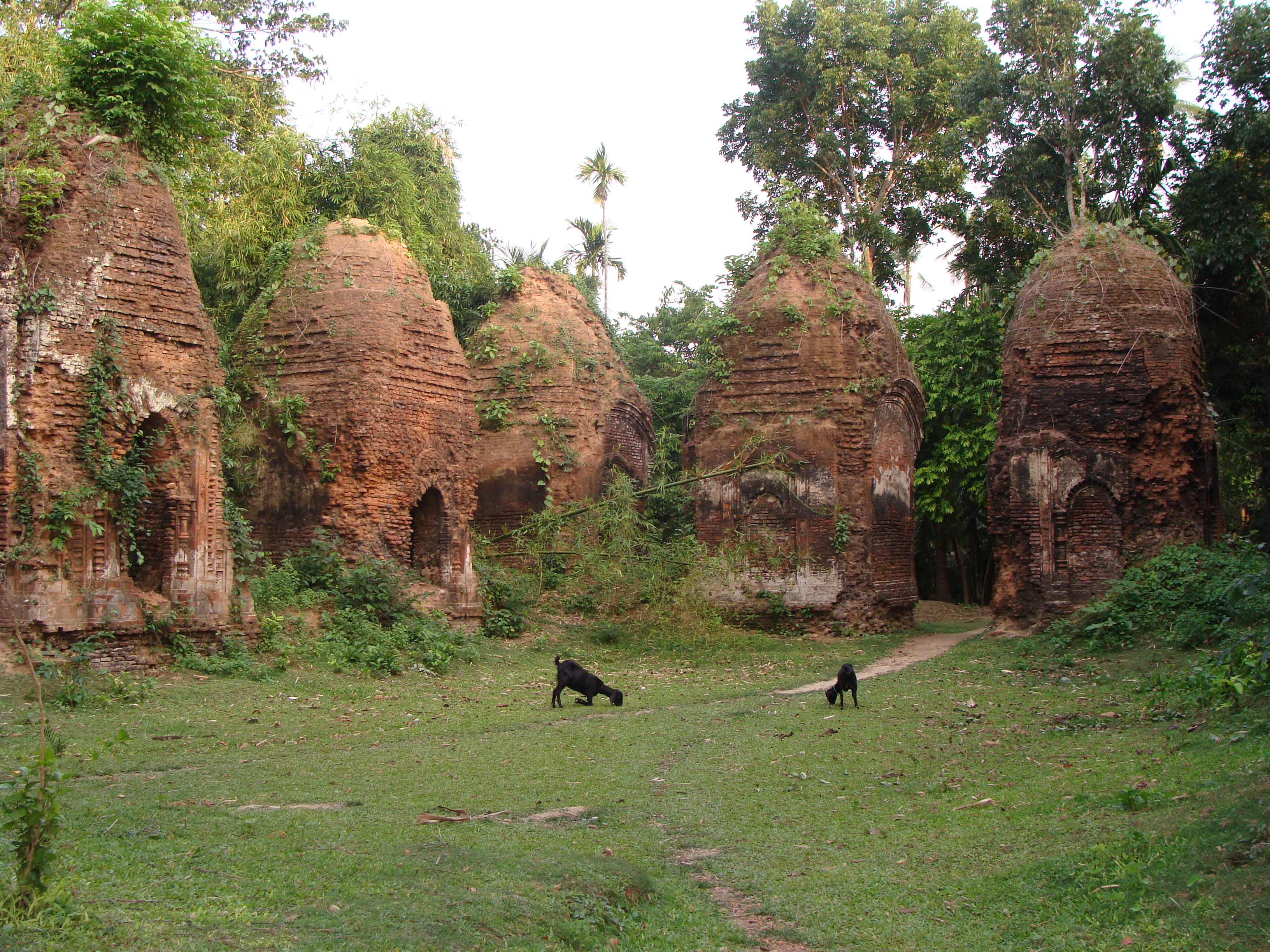
Noapara Bazar, Noapara Paurasava, Bangladesh